# Григорій Декаполіт
Григорій Декаполіт (грец. Γρηγόριος ο Δεκαπολίτης, †816, Константинополь, Візантійська імперія) — візантійський борець з іконоборчою єресю. святий, преподобний.

## Біографія
Григорій народився наприкінці 8 століття в Іренополісі в Ісаврійському Декаполісі, звідки походить його прізвисько. Френсіс Дворнік розміщував його народження між 780 і 790 роками, тоді як Сіріл Манго вважав 797 рік останнім можливим роком для його народження. Його батьками були Сергій і Марія, і він мав принаймні одного брата, ім'я якого невідоме. Пізнішим родичем сім'ї був константинопольський патріарх початку X століття Євфимій.
Юнака не манили дочасні розкоші цього світу, тому він покинув батьківський дім і почав жити тільки для прослави Бога і спасіння душі. Приблизно 832/3, отримавши "божественний наказ", він розпочав свої мандри по візантійському світу. Спочатку він вирушив до Ефесу, звідки мандрував на корабелі до Проконнеса, Айноса та Христуполіса. Звідти він подорожував сушею до Фессалонік та Коринфу. З Коріинфа він знову взяв корабель до Риму через Регіон і Неаполь. Григорій пробув у кельї в Римі впродовж трьох місяців, перш ніж продовжити свою подорож до Сиракуз на Сицилії, де він знову провів час в ізольованих роздумах у вежі в гавані. З Сицилії він повернувся до Фессалонік через Отранто, де його прийняли за арабського шпигуна і жорстоко поводилися (близько 834). У Фессалоніках він навчав кількох учнів, у тому числі Івана Солунського та Йосифа Піснеписця.
Невдовзі Григорій послав свого учня Йосифа Піснеписця до Риму повідомити Папу про терпіння християн, яких вони зазнавали через іконоборство. Однак по дорозі св. Йосифа ув'язнили і тримали під вартою на Криті. Коли він вийшов на волю, то вже не застав Григорія живим. Мощі Григорія св. Йосиф поклав у новозбудованому монастирі в Царгороді. Нині вони знаходяться в Румунії.
Головним джерелом відомостей про життя преподобного є його житіє середини IX століття, авторство якого приписується агіографу Ігнатію Диякону.